# Perito Moreno (Santa Cruz)
Perito Moreno (ook wel Lago Buenos Aires) is een plaats in het Argentijnse bestuurlijke gebied Lago Buenos Aires in de provincie Santa Cruz. De plaats telt 3.588 inwoners.